# سامانه دانشگاه ای‌اندام تگزاس
سامانهٔ دانشگاه ای اند ام تگزاس (به انگلیسی: Texas A&M University System) یکی از بزرگ‌ترین سامانه‌های دانشگاهی آمریکا است و متشکل از ۱۵ دانشگاه و مرکز علوم پزشکی می‌باشد.

## نگارخانه

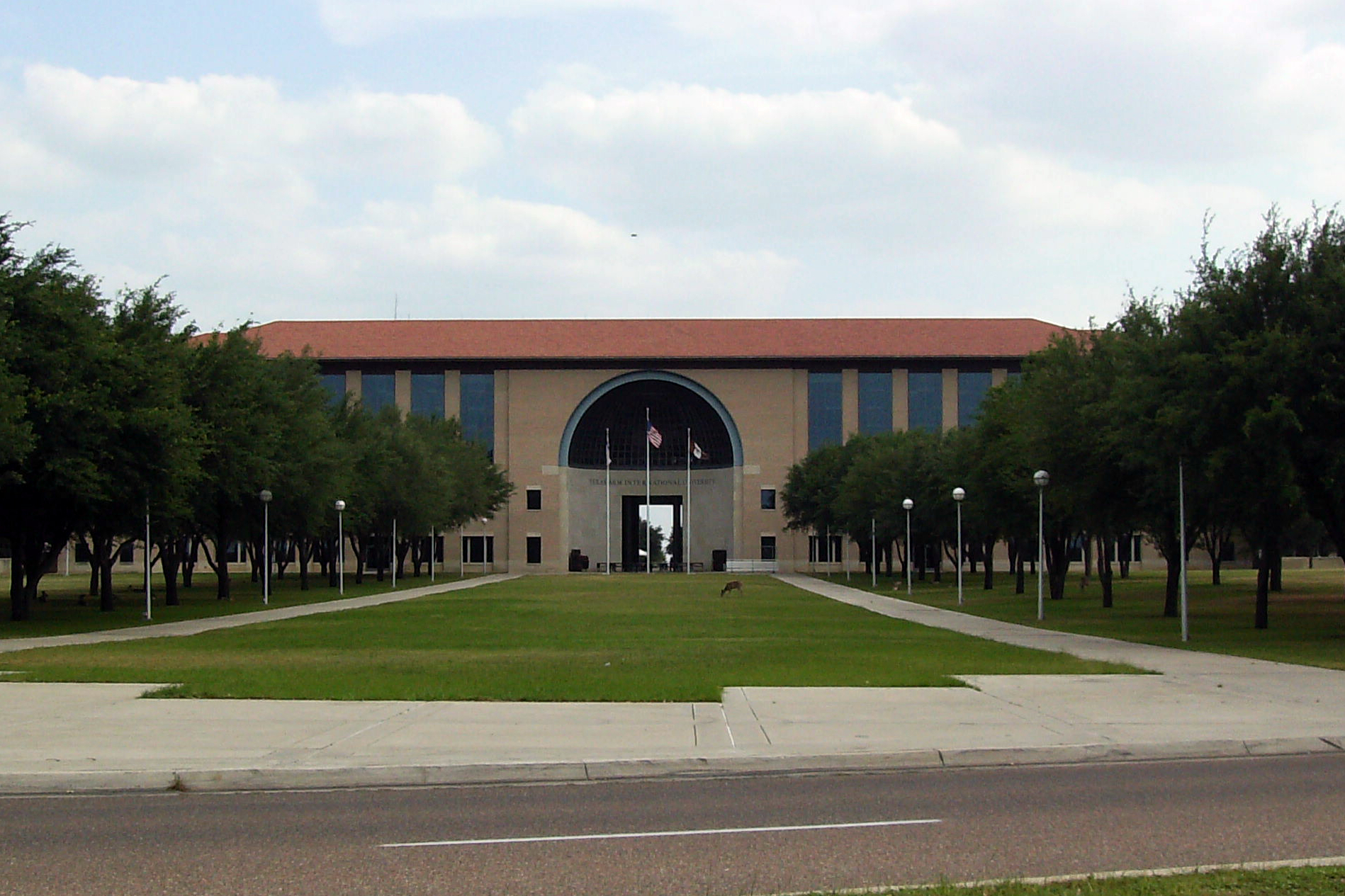
شعبه لاریدو
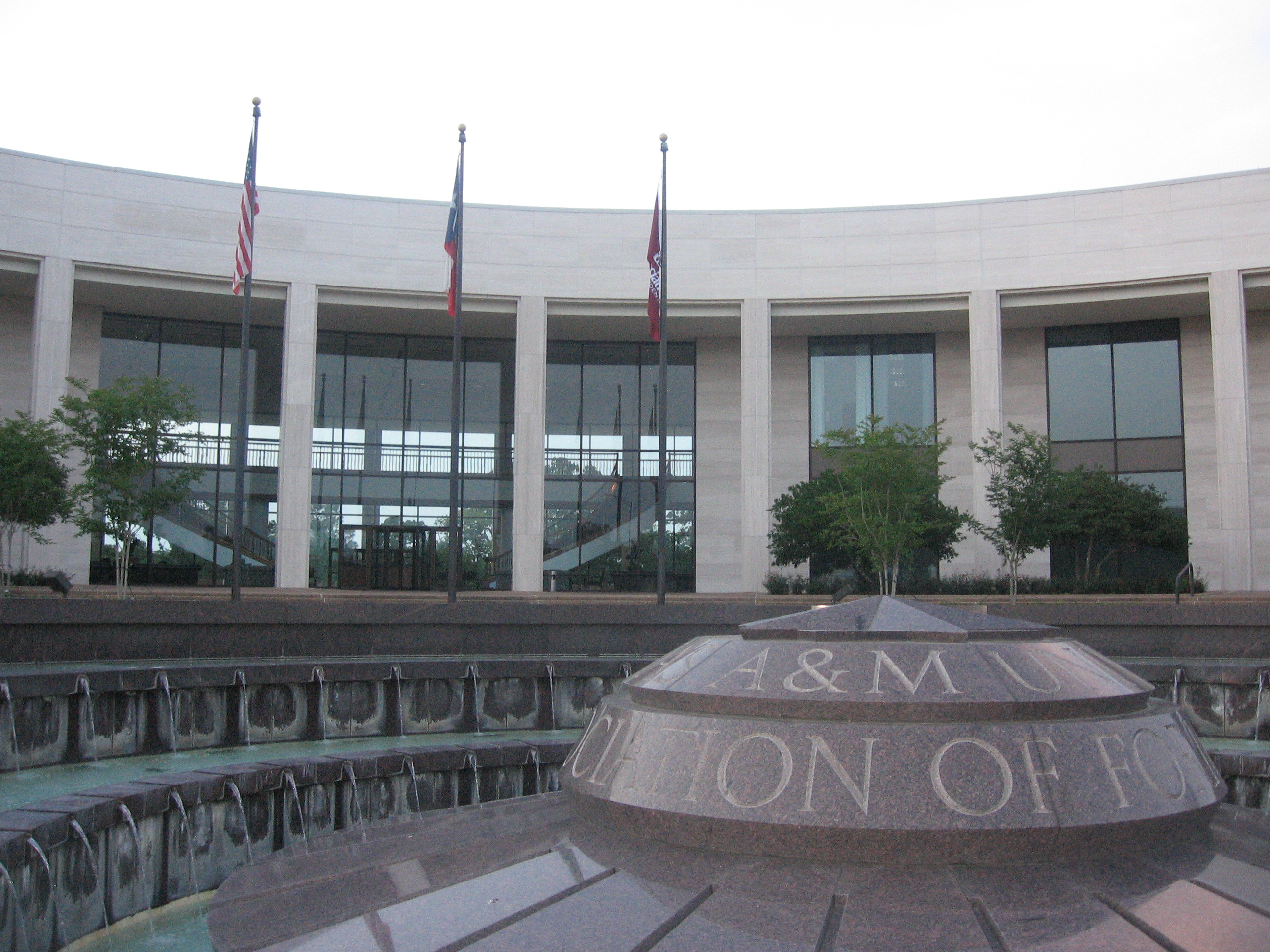
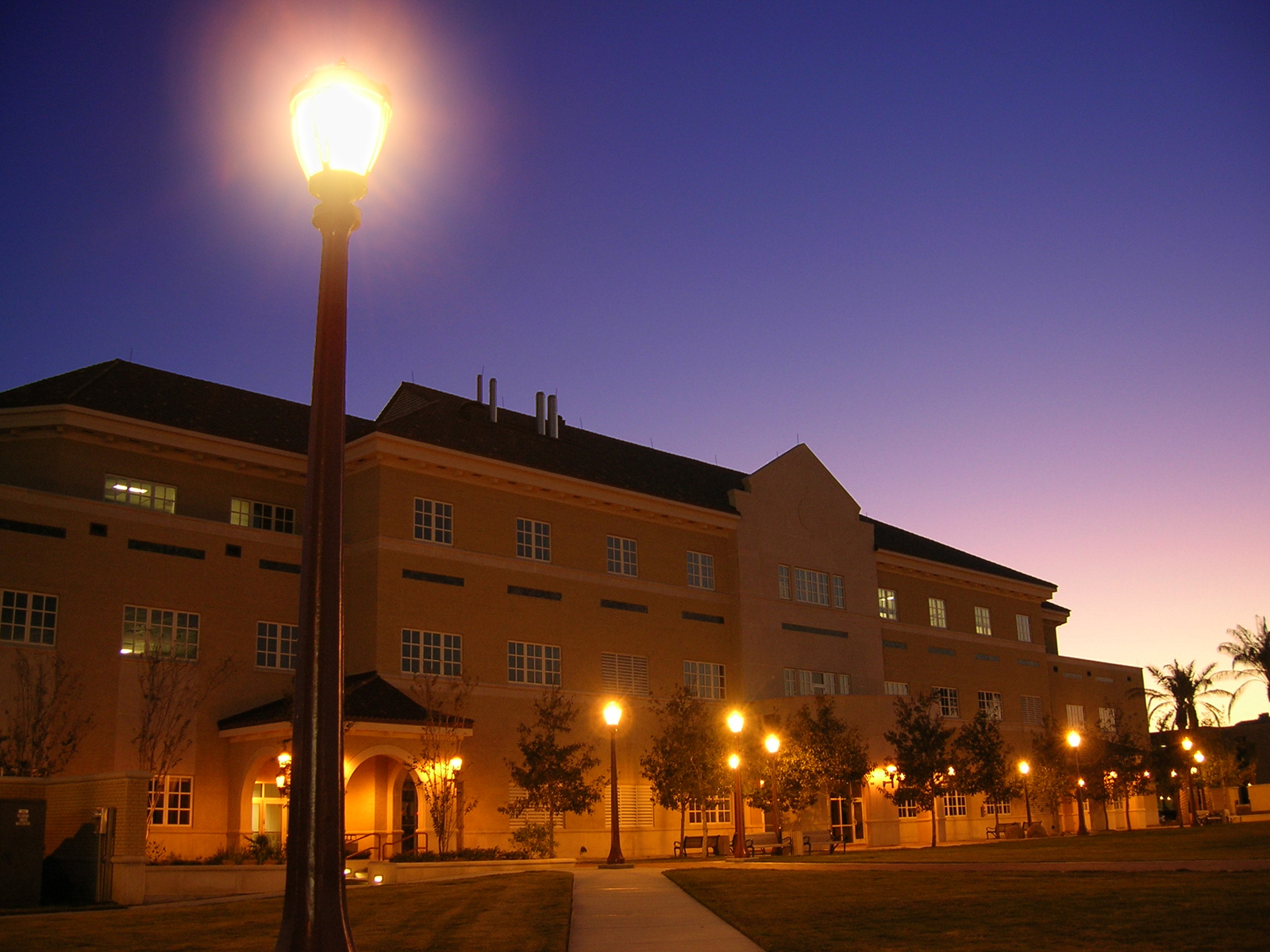
شعبه کینگزویل

## اعضا و شعبات

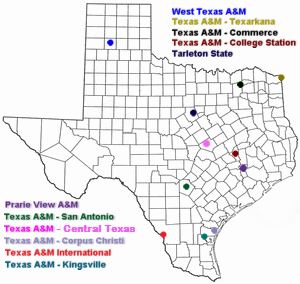
شعبات این دانشگاه در سرتاسر تگزاس

این سامانه دانشگاهی در ۱۹ شهر تگزاس شعبه دارد. مهمترین مراکز این سامانه عبارتند از دانشگاه تگزاس A&M، دانشگاه تگزاس A&M در کورپس کریستی و مرکز علوم درمانی دانشگاه تگزاس A&M.

## پیوندهای رسمی
- وب‌گاه رسمی سامانه